# Giulio Strassoldo di Sotto
Giulio Strassoldo di Sotto (Gorizia, 1º settembre 1771 – Milano, 3 maggio 1830) è stato un militare e nobile austriaco di origini italiane.

## Biografia
Nato da una nobile famiglia di origini friulane, Giulio Strassoldo di Sotto fu uno dei due commissari imperiali (insieme al Sommariva) che, nel maggio-giugno 1814, gestirono con Bellegarde l'annessione austriaca del Regno d'Italia del Beauharnais.
Nominato governatore della Lombardia (succeduto al Saurau nel 1818), nel 1820 scriveva al Metternich che l'amministrazione austriaca aveva soffocato la prosperità della Lombardia, facendosi iniziatore e promotore di una corrente di pensiero molto cara agli ambienti borghesi milanesi dell'Ottocento risorgimentale.
Nominato dopo poco tempo Ciambellano Imperiale, il 3 maggio 1830 morì in carica e fu sepolto nella chiesa di Santa Maria della Passione, in Milano dove dallo scultore Pompeo Marchesi venne eseguita (1839) la lapide marmorea.
La carica di governatore passò, il 10 maggio, al conte Hartig, al quale succederà un parente del defunto Giulio Strassoldo di Sotto, il conte Michele Strassoldo-Grafenberg luogotenente della Lombardia sotto Josef Radetzky.